# Стерк, Марейн
Марейн Стерк (нидерл. Marijn Sterk; родился 11 июля 1987 года, Гаага) — нидерландский футболист, выступающий на позиции левого защитника, игрок любительской команды амстердамского «Аякса».
Воспитанник футбольной школы амстердамского «Аякса». Играл за различные юношеские сборные Нидерландов. На профессионалом уровне дебютировал в 2008 году за клуб «Волендам». С 2011 по 2013 год выступал за «Эммен».

## Биография
Марейн Стерк родился 11 июля 1987 года в городе Гаага. У него есть старшая сестра Аннеке, которая родилась в 1983 году. В футбол Марейн начал играть в местной команде своего города ВКС. В 2001 году был замечен скаутом амстердамского «Аякса», после чего он был приглашён на просмотр в юношескую команду «Аякса» C1, а затем был взят в команду. В 2002 году стал лучшим игроком на открытом кубке Швейцарии для игроков до 16 лет; «Аякс» занял на турнире лишь пятое место. За несколько лет Марейн поиграл за несколько юношеских команд Аякса», а в 2006 году был переведён в молодёжный состав амстердамцев. 3 мая 2006 года Стерк подписал с «Аяксом» контракт на два года, который начинал действовать с июля 2006 года.
После окончания контракта клуб не стал подписывать со Стерком новое соглашение. В мае 2008 года, на правах свободного игрока, Марейн подписал трёхлетний контракт с клубом «Волендам». В Эредивизи Стерк дебютировал 27 сентября 2008 года, в гостевом матче против ПСВ; Марейн отыграл весь матч и получил жёлтую карточку, а его команда с минимальным счётом 1:0 уступила ПСВ. В своём первом сезоне Стерк довольно редко попадал в основной состав, на его счету было 9 сыгранных матчей в чемпионате и пять жёлтых карточек. По итогам сезона «Волендам» занял последнее место в чемпионате и выбыл в Эрстедивизи.
После неудачного сезона у команды появился новый тренер, им стал Эдвард Стюринг, работавший до этого в «Витессе». Именно с приходом нового тренера, Стерк стал больше получать игрового времени и стал неизменным игроком обороны клуба.
В августе 2011 года подписал трёхлетний контракт с клубом «Эммен». Дебют защитника состоялся 28 августа в игре с клубом «Осс». В 2013 году стал игроком любительского клуба ОФК из города Остзан.

## Статистика выступлений
| Клуб             | Сезон            | Чемпионат | Чемпионат | Кубок Нидерландов | Кубок Нидерландов | Другие | Другие | Итого | Итого |
| Клуб             | Сезон            | Игры      | Голы      | Игры              | Голы              | Игры   | Голы   | Игры  | Голы  |
| ---------------- | ---------------- | --------- | --------- | ----------------- | ----------------- | ------ | ------ | ----- | ----- |
| Волендам         | 2008/09          | 9         | 0         | 1                 | 0                 | —      | —      | 10    | 0     |
| Волендам         | 2009/10          | 21        | 0         | 0                 | 0                 | 0      | 0      | 21    | 0     |
| Волендам         | 2010/11          | 28        | 0         | 3                 | 0                 | 4      | 0      | 35    | 0     |
| Волендам         | Итого            | 58        | 0         | 4                 | 0                 | 4      | 0      | 66    | 0     |
| Эммен            | 2011/12          | 18        | 1         | 1                 | 0                 | 0      | 0      | 19    | 1     |
| Эммен            | Итого            | 18        | 1         | 1                 | 0                 | 0      | 0      | 19    | 1     |
| Всего за карьеру | Всего за карьеру | 76        | 1         | 5                 | 0                 | 4      | 0      | 85    | 1     |